# 伊太祁曽神社 (高山市丹生川町日面)
伊太祁曽神社（いたきそじんじゃ）は、岐阜県高山市丹生川町（旧・大野郡丹生川村）に鎮座する神社。
高山市丹生川町には「伊太祁曽神社」と称する神社が多くある（日面、日影、旗鉾、根方、板殿、小野、瓜田、池之俣）。ここでは日面の伊太祁曽神社について記述する。

## 概要
創建時期は不詳。伊太祁曽は乗鞍岳の別称であり、伊太祁曽神社は乗鞍岳（乗鞍本宮神社）の里宮のひとつである。
1871年（明治4年）に村社となる。1911年（明治44年）に日面地区の3つの伊太祁曽神社、及び塞神神社、疱瘡神社を合祀する。
1978年（昭和53年）に岐阜県神社庁より銀幣社の指定を受ける。

## 主祭神
- 五十猛大神

## 境内社祭神
- 建速須佐之男神
- 大己貴大神
- 八衢比古神
- 八衢比売大神
- 久那土大神